# Iglesia de Santa Gayana
La Iglesia de Santa Gayana, en  armenia Սուրբ Գայանե եկեղեց y se pronuncia Surb Gayane es una iglesia armenia del siglo VII en Vagharshapat (Echmiadzín), el centro religioso de Armenia. Está situada a poca distancia de la catedral de Echmiadzín del año 301. Santa Gayana fue construida por el rey católico Esdras I en el año 630. Su diseño se ha mantenido sin cambios a pesar de las renovaciones parciales de la cúpula y algunos techos en 1652.
Gayana era el nombre de una abadesa que fue martirizada junto con otras monjas por Tiridates III de Armenia en el año 301, y posteriormente hecha santa de la Iglesia apostólica armenia.
En 2000, la Iglesia de Santa Gayana fue incluida en la lista del Patrimonio Mundial de la UNESCO junto con las iglesias históricas de Vagharshapat.

## Historia
La Iglesia de Santa Gayana se encuentra en el lugar donde la mencionada santa fue martirizada durante el tiempo de la conversión de Armenia al cristianismo en el año 301 DC. El historiador armenio del siglo V, Agathangelos, escribió que la joven y bella Hripsimé, que en ese momento era una monja cristiana en Roma, iba a ser casada a la fuerza con el emperador romano Diocleciano. Ella y la abadesa Gayana, entre otras monjas, huyeron del tirano emperador y se fueron a Armenia. El pagano rey armenio  Tiridates recibió una carta de Diocleciano en la que describía su belleza. Trdat descubrió dónde se escondían las monjas y se enamoró de Hripsimé y más tarde de Gayana. Después de que ella rechazara sus avances, Hripsimé fue torturada y martirizada en el lugar de la iglesia de Santa Hripsimé, mientras que Gayana fue torturada y martirizada en este sitio donde la iglesia fue construida más tarde. El grupo restante de 38 monjas sin nombre fue martirizado en la Iglesia de Shoghakat. Durante el tiempo en que Hripsimé fue torturada, Gayana le dijo que "se animara y se mantuviera firme" en su fe. El rey Tiridates se convertiría más tarde al cristianismo y lo convertiría en la religión oficial del reino.

## Arquitectura
La Iglesia de Santa Gayana es una basílica con cúpula de tres naves con un tambor octogonal que descansa sobre cuatro pilares internos que dividen el interior de la iglesia en tres naves. Los tramos centrales de las naves laterales se elevan ligeramente por encima de las esquinas y están cubiertas con bóvedas a lo largo del edificio, formando una nave transversal. En el muro oriental del interior de la iglesia hay un ábside semicircular con una cámara rectangular a cada lado. Tres portales conducen al interior del edificio. El portal principal entra por el pórtico arqueado, mientras que dos entradas laterales se encuentran en los muros norte y sur.

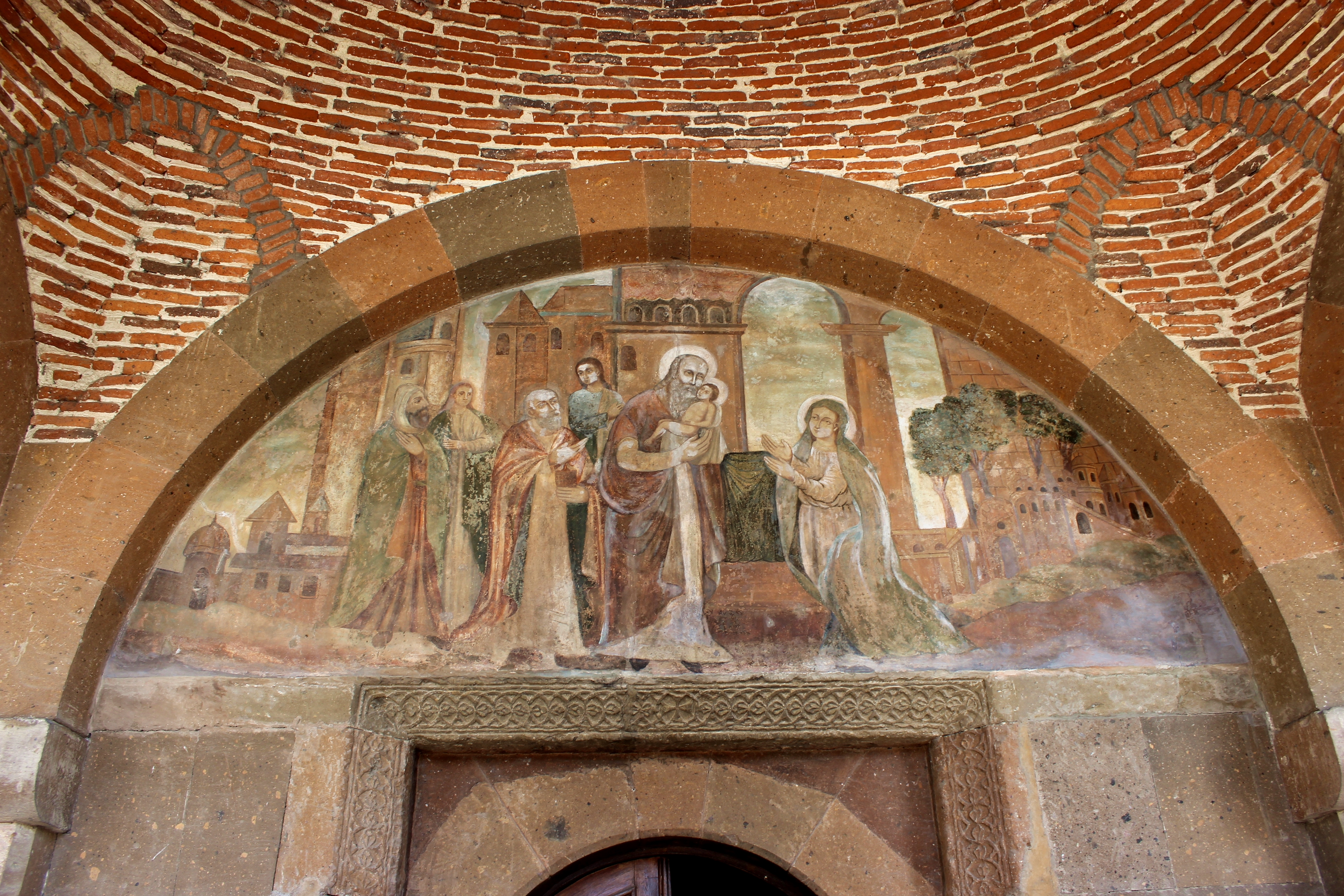
Frescos que representan santos en el tímpano sobre la puerta

El exterior de Santa Gayana se diferencia del interior en que tiene un tejado a dos aguas de planta cruciforme con el tambor y la cúpula colocados en el centro de la estructura principal.
En 1683, se añadió a la fachada occidental de la iglesia un pórtico aireado con triple arco como lugar de enterramiento de destacados clérigos armenios. La galería se compone de cinco bahías distintas pero continuas, cada una abierta y unida a la adyacente. Sus tres bahías centrales tienen techos abovedados y grandes aberturas en arco que conducen al patio exterior. Las dos bahías laterales tienen una altura ligeramente inferior y también están abovedadas. Cada una está rodeada por muros en tres lados con pequeñas ventanas de cuatro hojas colocadas en los muros exteriores. Los frescos de los clérigos adornan los nichos a lo largo de las paredes interiores del pórtico mientras que los santos están representados en el fresco del tímpano sobre la puerta principal. Seis elegantes cúpulas de columnas se asientan en el techo sobre los dos extremos y pueden ser vistas desde el exterior.
Santa Gayana junto con eminentes iglesias como Santa Hripsimé, la Catedral de Zvartnóts y la Catedral de Echmiadzín se convertirá en la esencia y el pilar de la fuerza espiritual de la Armenia cristiana.

## Sepulturas
- Echmiadzín
- Lusine Zakaryán
- Daniel Bek-Pirumián

## Galería

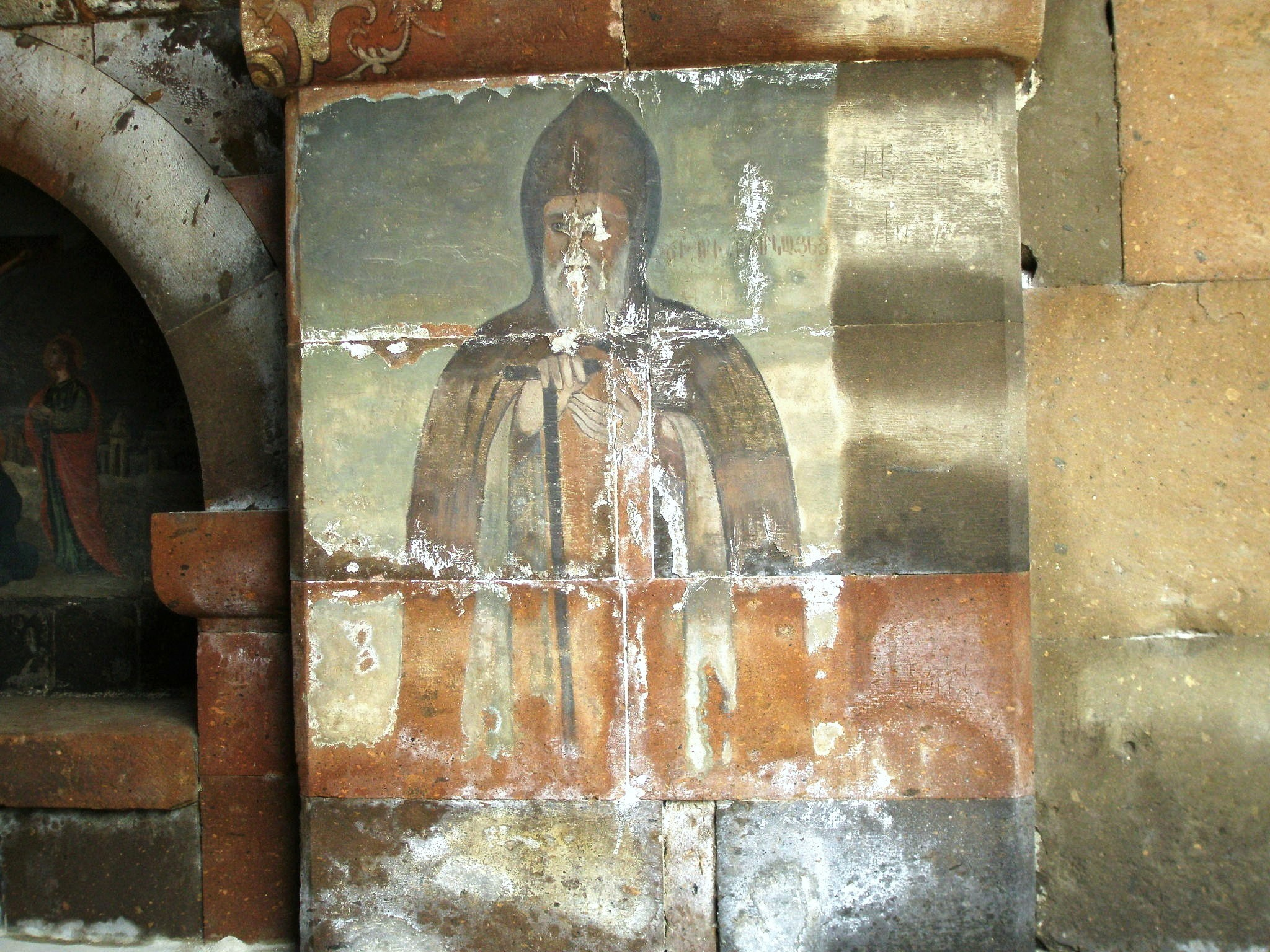
Frescos de clérigos debajo del pórtico en el frente de la iglesia.
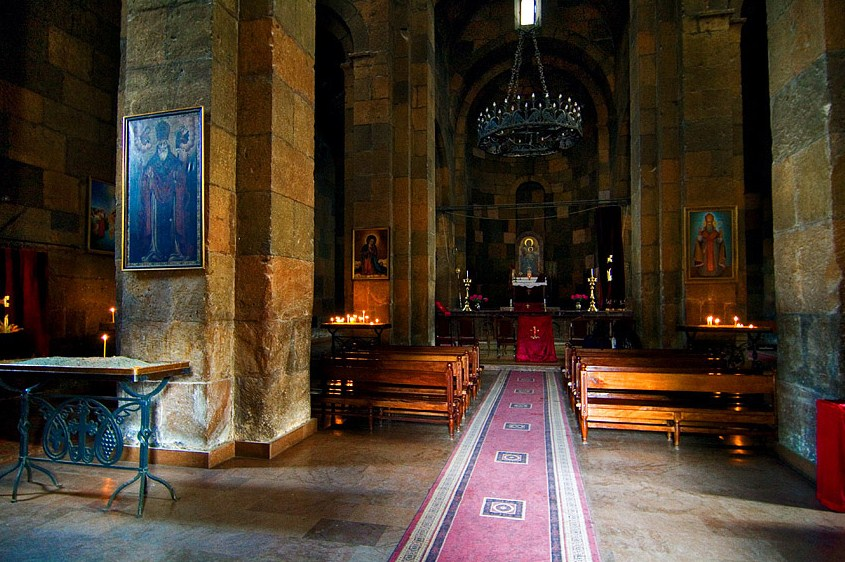
Salón principal interior
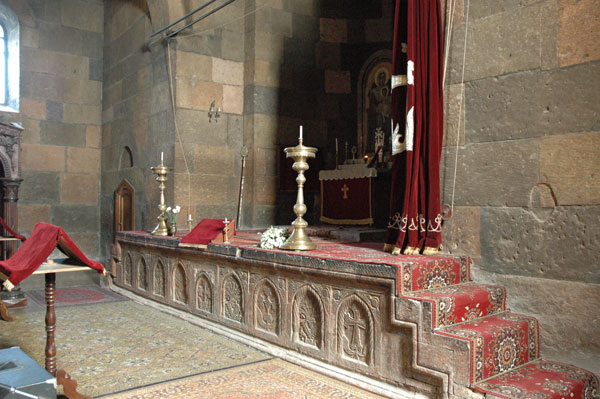
El ábside en el extremo oriental de santa Gayana
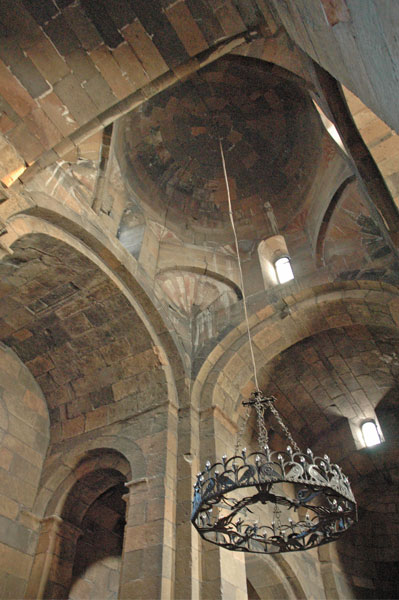
El interior del tambor y la cúpula
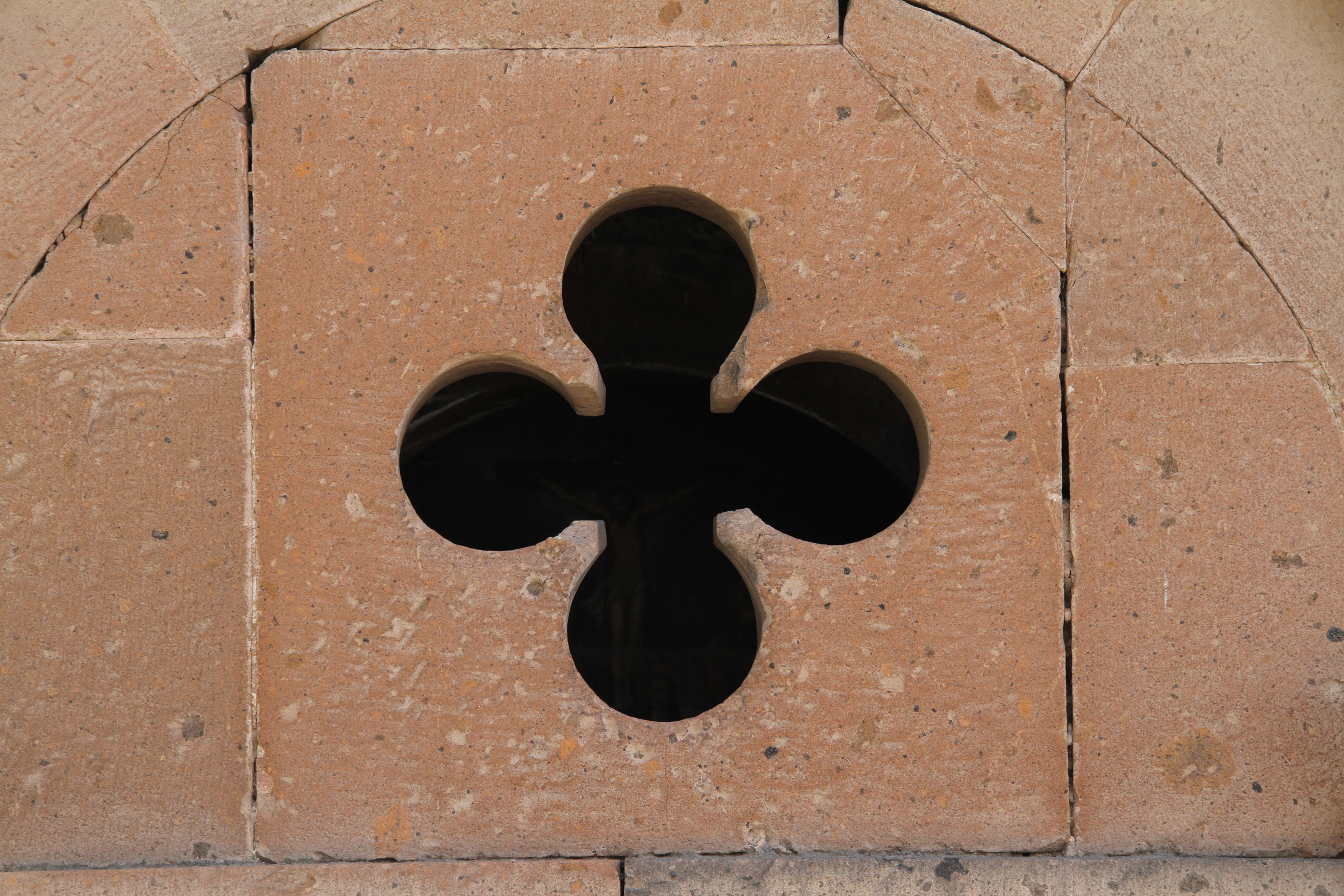
Fragmento del edificio
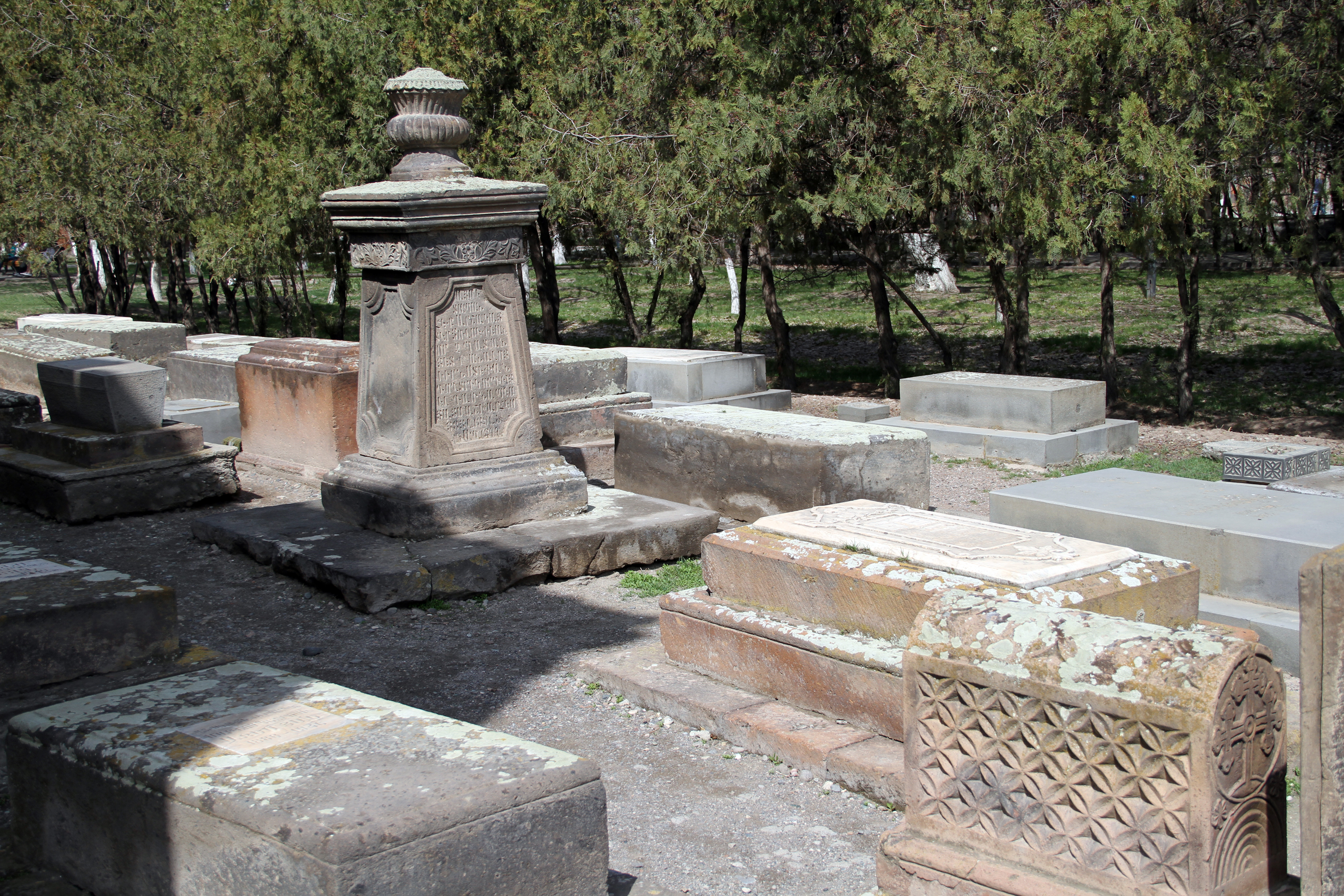
S. Gayana al aire libre
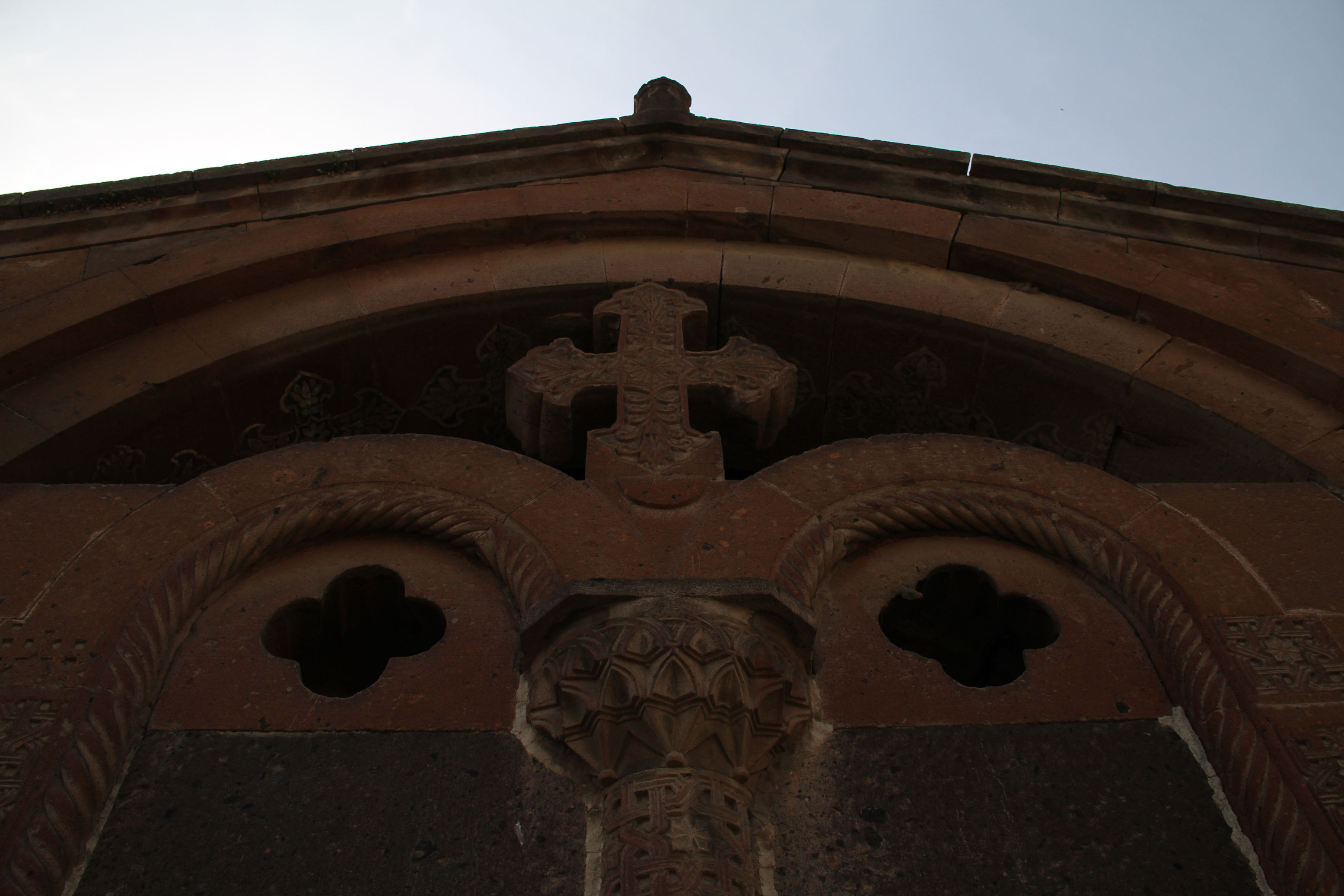
Tejado
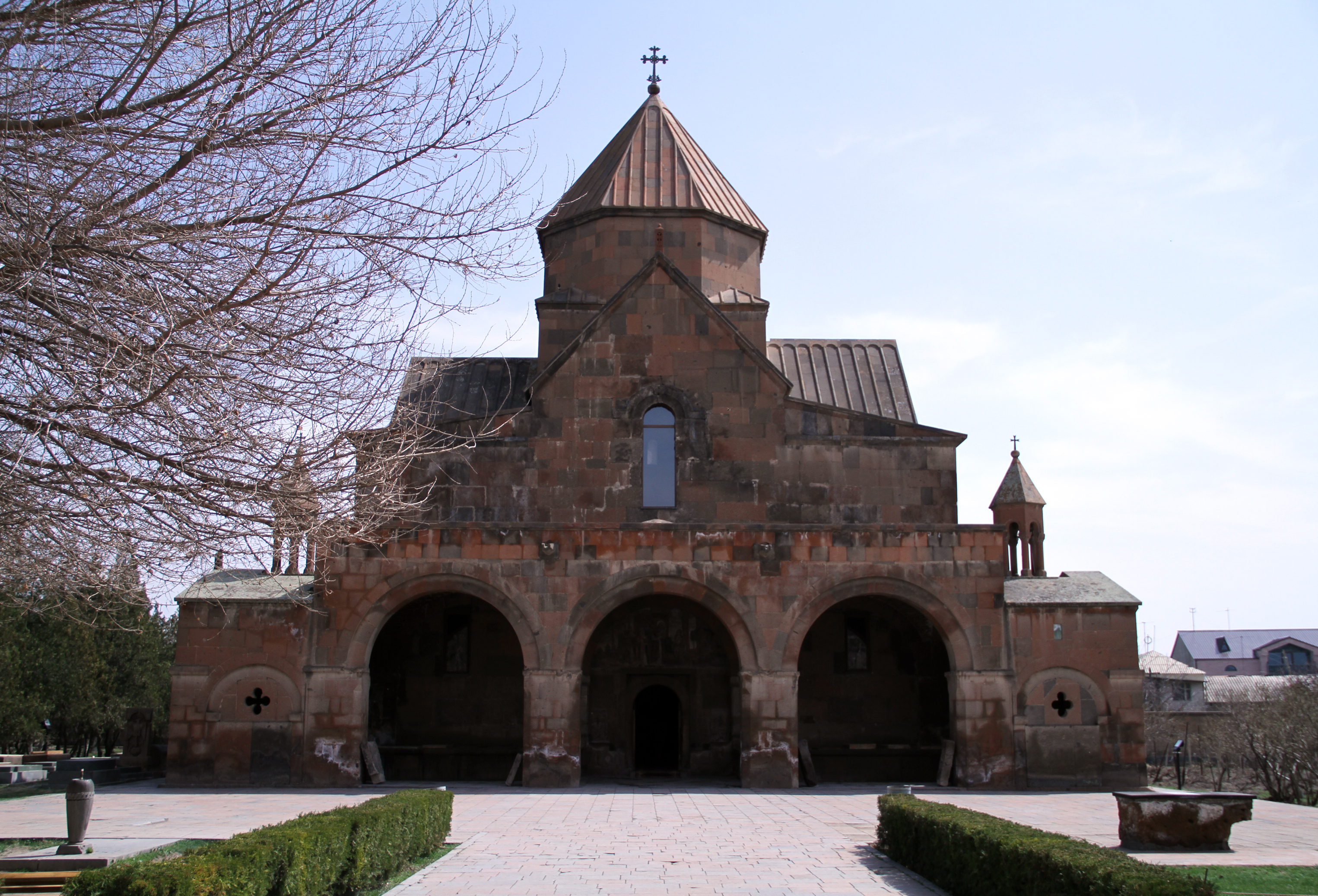
Vista frontal de la iglesia
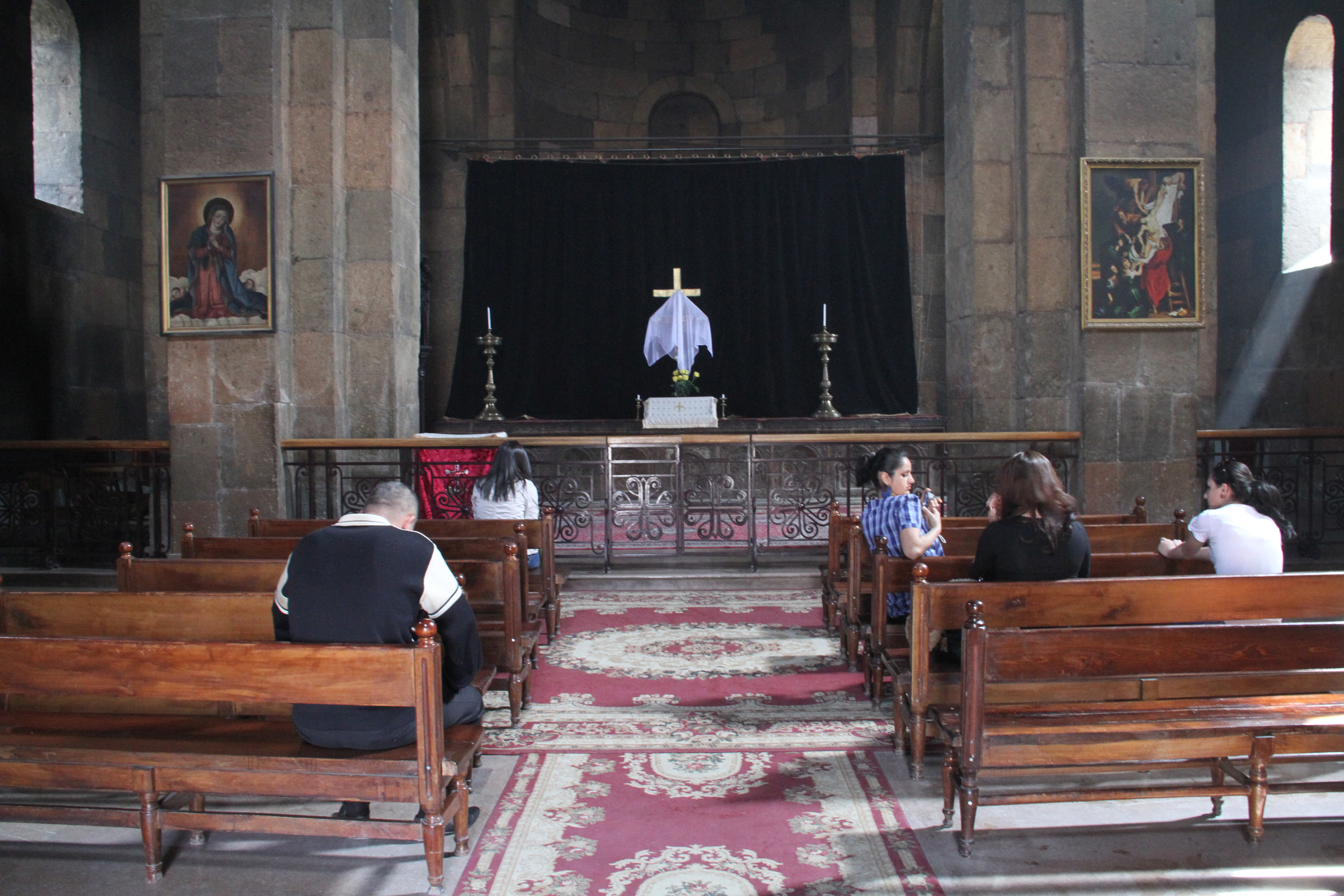
Vista del interior
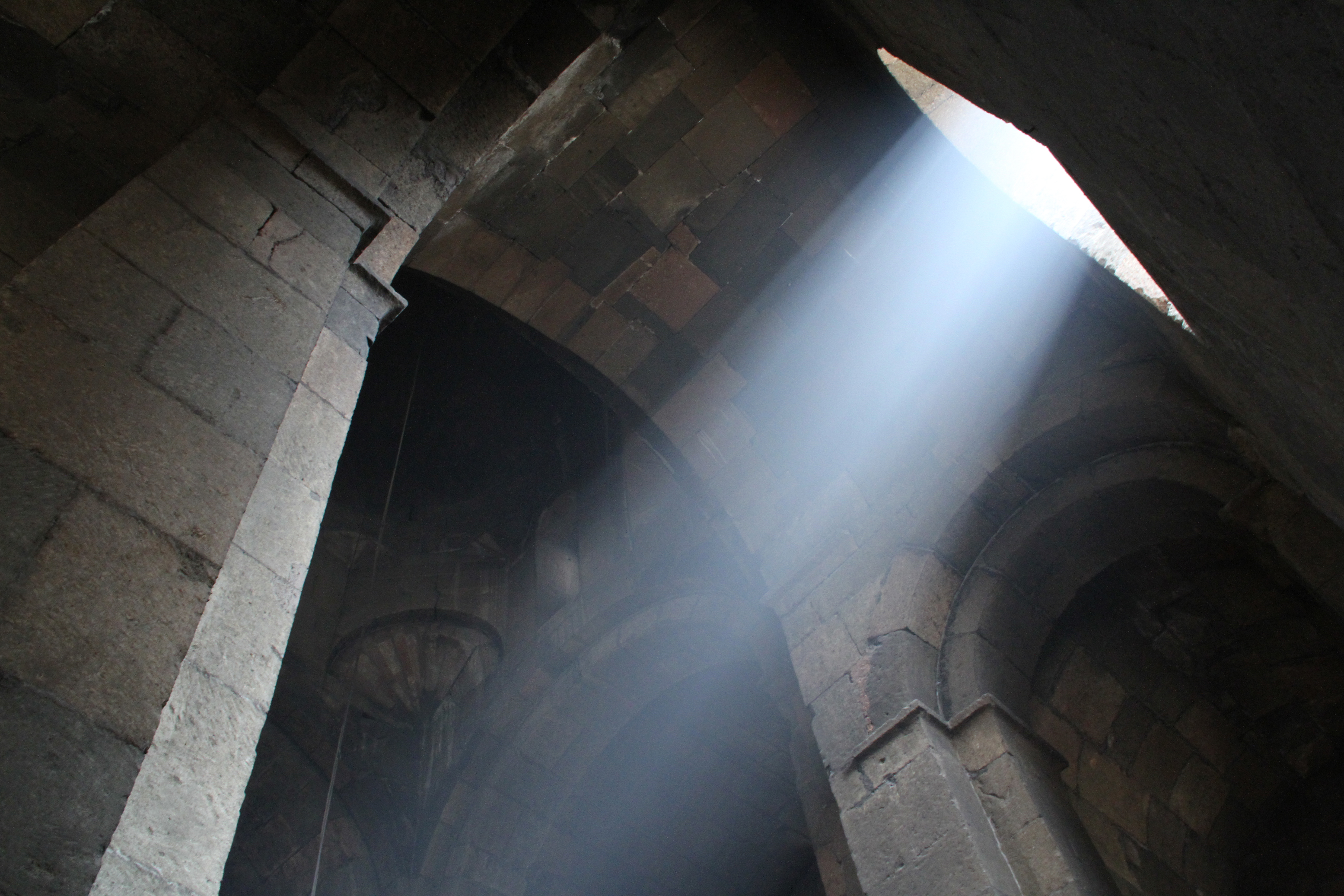
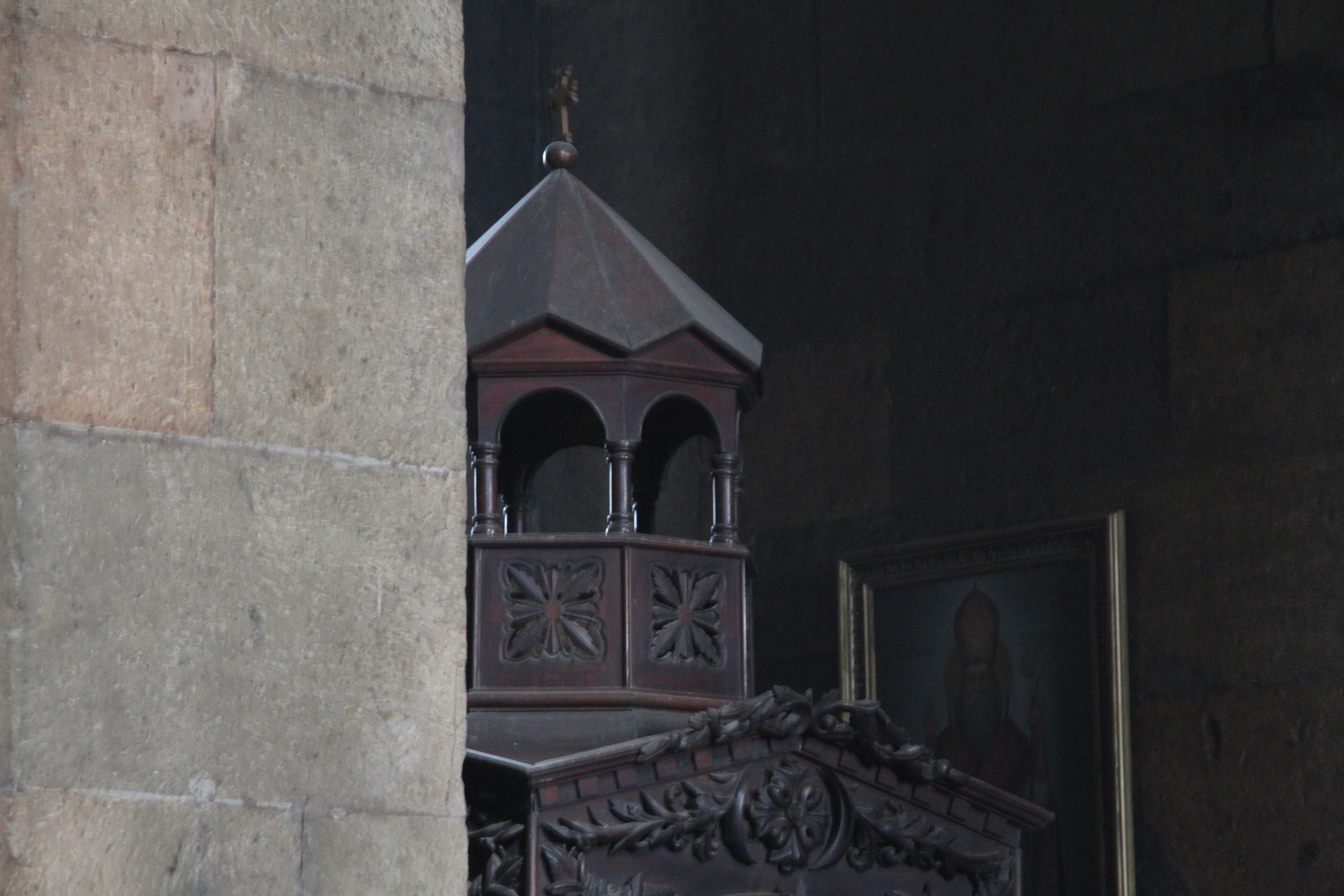
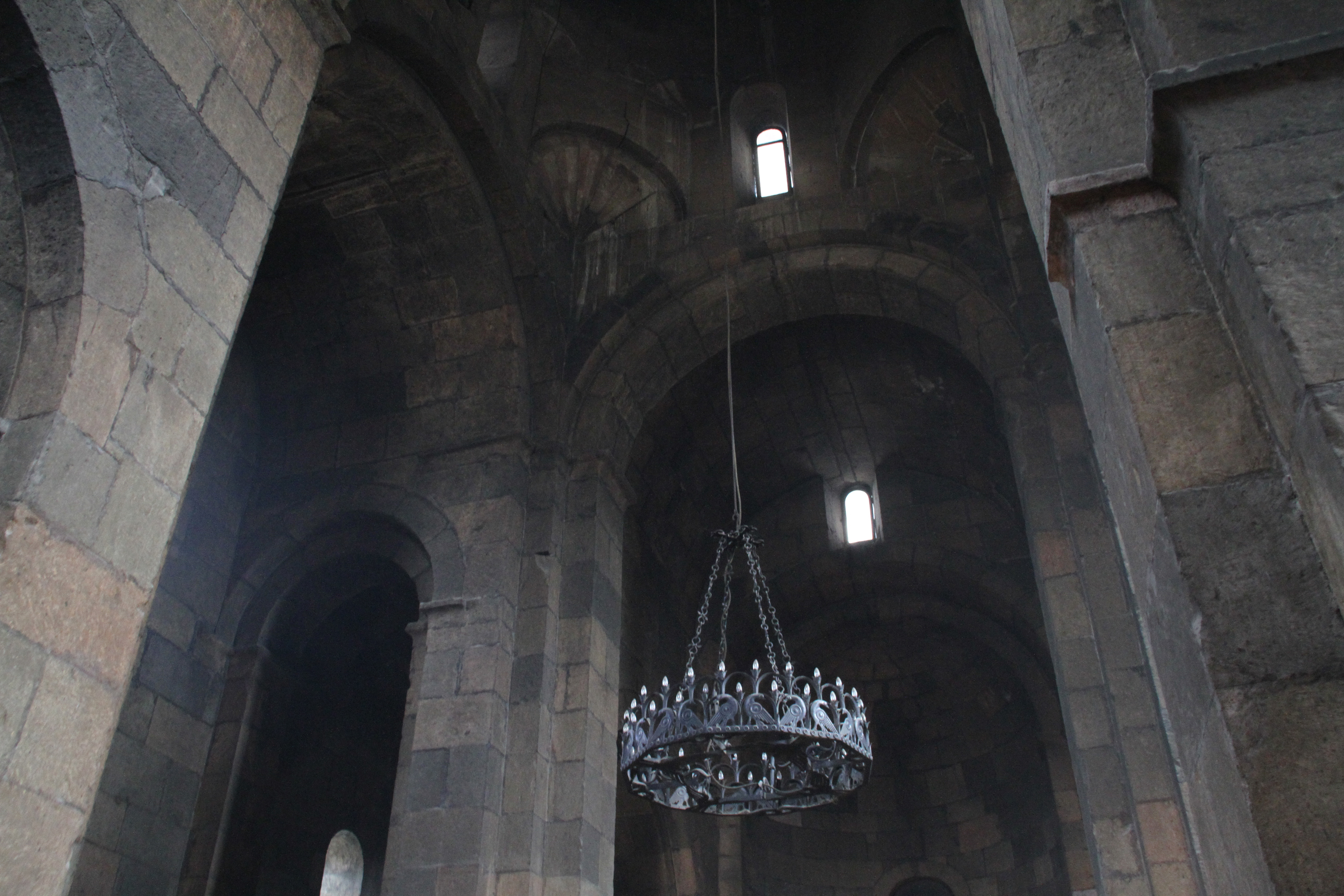
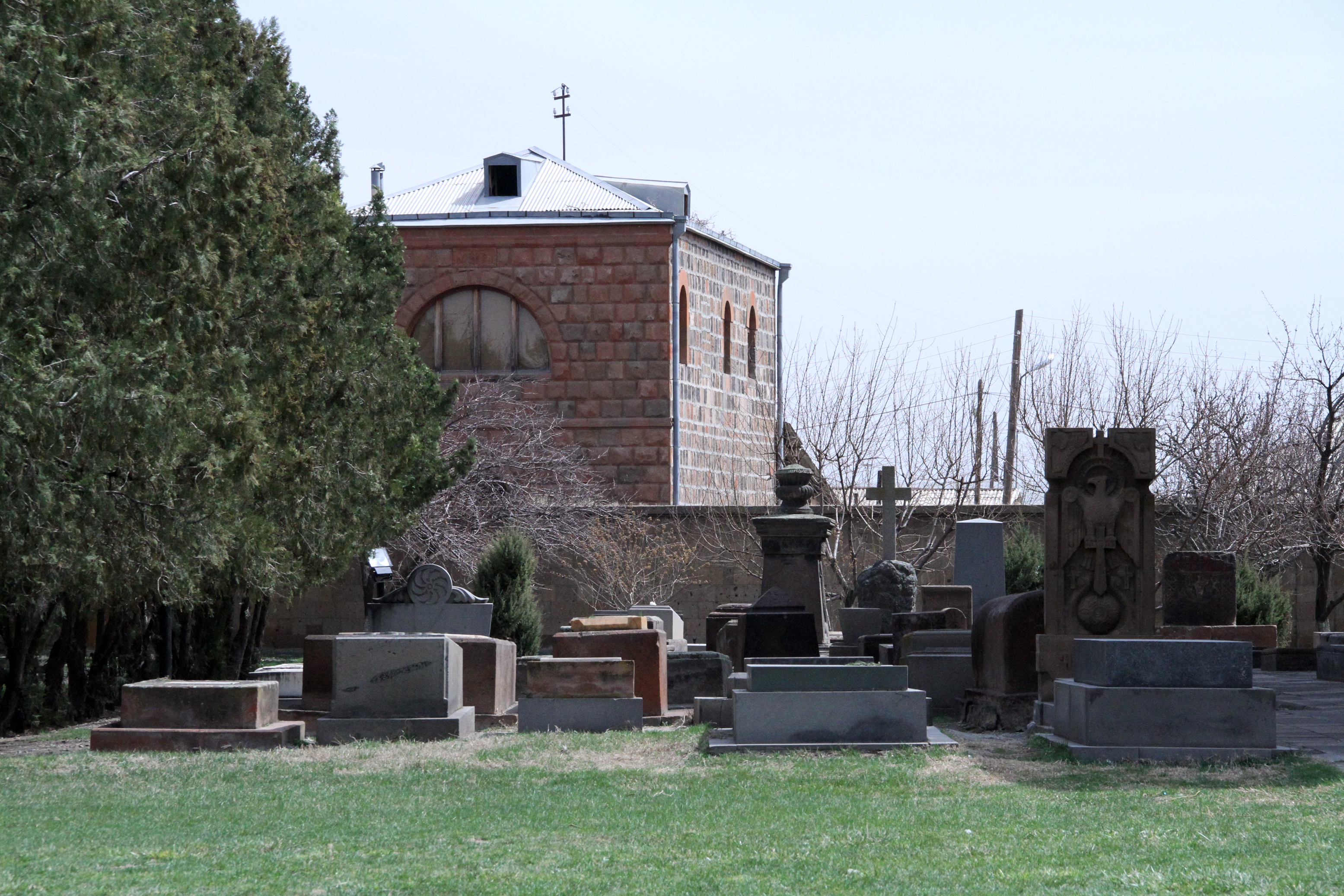